# Ellen Hamaker
Ellen Louise Hamaker (13 februari 1974) is een Nederlands-Amerikaanse psycholoog en statisticus. Sinds 2018 is zij hoogleraar aan de Universiteit Utrecht, met de leerstoel Longitudinale Data-analyse bij de afdeling Methoden en Statistiek.  Haar werk richt zich op de ontwikkeling van statistische modellen voor de analyse van intensieve longitudinale gegevens in de psychologie, voornamelijk binnen de kaders van structurele vergelijkingsmodellen (SEM) en tijdreeksanalyse.

## Levensloop

### Opleiding
Hamaker behaalde respectievelijk in 1997 en 1999 een bachelor- en masterdiploma psychologie aan de Universiteit Utrecht. Ze promoveerde in 2004 op psychologische methoden aan de Universiteit van Amsterdam, onder begeleiding van Peter Molenaar en Conor Dolan, op haar proefschrift: "Time series analysis and the individual as the unit of psychological research"

### Academische loopbaan
In 2005 werd Hamaker postdoctoraal onderzoeker aan de afdeling Psychologie van de Universiteit van Virginia, Verenigde Staten. Hamaker keerde in 2006 terug naar Nederland en werd benoemd tot universitair docent bij de afdeling Methoden en Statistiek van de Universiteit Utrecht. In 2011 werd ze bevorderd tot universitair hoofddocent, waarna ze in 2018 werd benoemd tot hoogleraar met de leerstoel Longitudinale Data-analyse.  Sinds 2014 is ze tevens research fellow bij de Lectoraat Kwantitatieve Psychologie en Individuele Verschillen, KU Leuven, in België.